# 16168 Palmen
16168 Palmen è un asteroide della fascia principale. Scoperto nel 2000, presenta un'orbita caratterizzata da un semiasse maggiore pari a 2,3879442 au e da un'eccentricità di 0,1585929, inclinata di 0,76114° rispetto all'eclittica.
L'asteroide è dedicato allo studente statunitense Brandon Michael Palmen.